# Lista de prefeitos de Cascavel (Ceará)
Esta é a lista de prefeitos do município de Cascavel, estado brasileiro do Ceará.

## Império do Brasil
| Nº | Nome | Imagem | Início do mandato | Fim do mandato | Observações |
| 1  |      |        |                   |                |             |

## República
| Nº | Nome                                                             | Imagem                                       | Partido                                          | Início do mandato      | Fim do mandato                                                        | Observações                                                         |
| —  | Juarez de Queiroz Ferreira                                       |                                              | Partido Social Democrático PSD                   | 1947                   | 1951                                                                  | Prefeito eleito em sufrágio universal                               |
| —  | Genaro Facó de Queiroz Ferreira                                  |                                              | Partido Social Democrático PSD                   | 1951                   | 1954                                                                  | Prefeito eleito em sufrágio universal                               |
| —  | Juarez de Queiroz Ferreira                                       |                                              | Partido Social Democrático PSD                   | 1955                   | 1959                                                                  | Prefeito eleito em sufrágio universal                               |
| —  | Francisco Mansueto de Sousa (Cascavel, 21.09.1926–01.11.2009)    |                                              | Partido Trabalhista Brasileiro PTB               | 1959                   | 1963                                                                  | Prefeito eleito em sufrágio universal                               |
| —  | Raimundo da Costa Nogueira                                       |                                              | Partido Trabalhista Nacional PTN                 | 1963                   | 1967                                                                  | Prefeito eleito em sufrágio universal                               |
| —  | José de Queiroz Ferreira                                         |                                              | Aliança Renovadora Nacional ARENA                | 1967                   | 1971                                                                  | Prefeito eleito em sufrágio universal                               |
| —  | José Vale Albino                                                 |                                              | Aliança Renovadora Nacional ARENA                | 1971                   | 1973                                                                  | Prefeito eleito em sufrágio universal                               |
| —  | Juarez de Queirós Ferreira                                       |                                              | Aliança Renovadora Nacional ARENA                | 1973                   | 1977                                                                  | Prefeito eleito em sufrágio universal                               |
| —  | José Vale Albino                                                 |                                              | Aliança Renovadora Nacional ARENA                | 1977                   | 1983                                                                  | Prefeito eleito em sufrágio universal                               |
| —  | Jurandir Dantas de Sousa (Cascavel, 02.11.1935–)                 |                                              | Partido Democrático Social PDS                   | 1983                   | 31 de dezembro de 1988                                                | Prefeito eleito em sufrágio universal                               |
| —  | Paulo Cesar Sarquis Queirós (Fortaleza, 02.03.1952–)             |                                              | Partido do Movimento Democrático Brasileiro PMDB | 1º de janeiro de 1989  | 31 de dezembro de 1992                                                | Prefeito eleito em sufrágio universal                               |
| —  | Francisco das Chagas Alves (Cascavel, 26.05.1950–)               |                                              | Partido da Social Democracia Brasileira PSDB     | 1º de janeiro de 1993  | 1994                                                                  | Prefeito eleito em sufrágio universal, cassado por decisão judicial |
| —  | Carlos Tadeu Queirós                                             |                                              |                                                  | 1994                   | 31 de dezembro de 1996                                                | Vice-prefeito eleito no cargo de prefeito                           |
| —  | Paulo Cesar Sarquis Queiroz (Fortaleza, 02.03.1952–)             |                                              | Partido da Social Democracia Brasileira PSDB     | 1º de janeiro de 1997  | 31 de dezembro de 2000                                                | Prefeito eleito em sufrágio universal                               |
| —  | Eduardo Florentino Ribeiro, Tino (Cascavel, 16.03.1956–)         |                                              | PSD                                              | 1º de janeiro de 2001  | 31 de dezembro de 2004                                                | Prefeito eleito em sufrágio universal                               |
| —  | Eduardo Florentino Ribeiro, Tino (Cascavel, 16.03.1956–)         | Partido da Social Democracia Brasileira PSDB | 1º de janeiro de 2005                            | 31 de dezembro de 2008 | Prefeito reeleito em sufrágio universal                               |                                                                     |
| —  | Décio Paulo Bonilha Munhoz, Dr. Décio (São Gabriel, 22.05.1957–) |                                              | Partido dos Trabalhadores PT                     | 1º de janeiro de 2009  | 31 de dezembro de 2012                                                | Prefeito eleito em sufrágio universal                               |
| —  | Francisca Ivonete Mateus Pereira (Cascavel, 24.05.1965–)         |                                              | Partido Humanista da Solidariedade PHS           | 1º de janeiro de 2013  | 31 de dezembro de 2016                                                | Prefeita eleita em sufrágio universal                               |
| —  | Francisca Ivonete Mateus Pereira (Cascavel, 24.05.1965–)         | Partido Democrático Trabalhista PDT          | 1º de janeiro de 2017                            | 3 de fevereiro de 2019 | Prefeita reeleita em sufrágio universal, cassada por decisão judicial |                                                                     |
| —  | Sebastião de Castro Uchôa (Cascavel, 11.01.1972–)                |                                              | Partido Democrático Trabalhista PDT              | 4 de fevereiro de 2019 | 14 de maio de 2019                                                    | Prefeito interino                                                   |
| —  | Tiago Lutiani Oliveira Ribeiro (Cascavel, 04.12.1979–)           |                                              | Partido Popular Socialista PPS                   | 15 de maio de 2019     | 31 de dezembro de 2020                                                | Prefeito eleito em sufrágio suplementar em eleições de 05.05.2019   |
| —  | Tiago Lutiani Oliveira Ribeiro (Cascavel, 04.12.1979–)           | Cidadania                                    | 1º de janeiro de 2021                            | 31 de dezembro de 2024 | Prefeito reeleito em sufrágio universal                               |                                                                     |
| —  | Ana Afif Mateus Sarquis Queiroz (Fortaleza, 06.04.1988–)         |                                              | Progressistas PP                                 | 1° de janeiro de 2025  | Atual                                                                 | Prefeita eleita em sufrágio universal                               |